# Джон Келлер (баскетболіст)
Джон Келлер (англ. John Keller, 10 листопада 1928 — 6 жовтня 2000) — американський баскетболіст.
Олімпійський чемпіон 1952 року.